# Kamil Piskač
Kamil Piskač (* 4. Oktober 1978 in Most) ist ein ehemaliger tschechischer Handballspieler.
Kamil Piskač begann in Most mit dem Handball. Anschließend durchlief er in seiner Heimat Vereine in Lovosice, Brünn und Pilsen. Der Kreisläufer stand bei Dukla Prag unter Vertrag. Mit Prag spielte er im Europapokal der Pokalsieger 2000/01. Von 2005 bis 2009 spielte er beim HSC 2000 Coburg in der Regionalliga Süd und in der 2. Bundesliga. Anschließend kehrte er nach Prag zurück und nahm mehrfach am EHF-Pokal teil. Später lief er für Sokol Libčice auf. Im November 2015 wechselte er zum Bezirksoberligisten HG Kunstadt. Im Mai 2022 half er noch einmal beim Sonneberger HV aus.
Kamil Piskač stand im Aufgebot der tschechischen Nationalmannschaft. Sein Debüt gab er am 25. Januar 2005 im Rahmen der Weltmeisterschaft gegen Algerien. Zur Europameisterschaft 2010 wurde er ebenfalls in den Kader berufen. Bis zum 22. Dezember 2011 bestritt er 31 Länderspiele, in denen er 36 Tore erzielte.